# Дитрих II (Холандия)
Дитрих II или Дирк II (на немски: Dietrich II; на нидерландски: Dirk II, Diederik II; на латински: Thidericus II; * ок. 920/930, Гент; † 6 май 988, Егмонд) от фамилията Герулфинги, е граф на Западна Фризия (Холандия) от 939 г. до смъртта си 988 г.

## Произход
Той е син или вероятно внук на граф Дитрих I († 939) и съпругата му Гева (* ок. 895), дъщеря на Мегинхард от Хамаланд (* ок. 860).
През 938 г. още много млад Дитрих е сгоден за Хилдегард от Фландрия (ок. 935 – 990), дъщеря на граф Арнулф I от Фландрия и Адел дьо Вермандоа. Жени се за нея около 950 година.
На 15 юни 950 г. Дитрих подарява църква на град Едмонд и Евангелиара от Егмонд (Evangeliar von Egmond) от 9 век.
След смъртта на тъста му († 27 март 965) Дитрих е опекун на племенника си Арнулф II от Фландрия. Дитрих, Хилдехард също и техните деца Арнулф и Херлинда са погребани в манастир Егмонд. Гробовете им са разрушени през 1573 г. през въстанието на Гезите.

## Деца
Дитрих и Хилдегард имат децата:
- Арнулф (* ок. 955; † 18 ноември 993), граф на (Западна-)Фризия
- Егберт (* ок. 950; † 8 декември 993), 976 канцлер на империята, 977 архиепископ на Трир
- Херлинда, абатиса на Егмонд, след това на Бенеброек